# 和逌
和逌（?—?），三国曹魏官员，汝南郡西平县（今河南省西平县南古和塘）人，太常和洽之子。
和逌在曹髦正元年间，担任侍中，后来官至廷尉、吏部尚书，封为上蔡伯。和逌娶夏侯尚的女儿为妻子，生下儿子和峤、和郁。

## 子
- 和峤，字长舆，袭爵上蔡伯，初任太子舍人，官至颍川郡太守，为政很得民心。后来担任给事黄门侍郎，迁中书令。
- 和郁，字仲舆，历任尚书左右仆射、中书令、尚书令。洛阳陷落，投奔苟晞，病卒。